# Țestoasele Ninja (film din 2007)
Țestoasele Ninja (titlu original: TMNT) este un film de animație pe computer cu supereroi din 2007 semnat și regizat de Kevin Munroe în debutul său regizorial. Este al patrulea film teatral cu Țestoasele Ninja și o continuare independentă a Țestoasele Ninja 3 (1993). Primul film de animație al francizei, el prezintă o distribuție vocală de ansamblu, inclusiv Chris Evans, Sarah Michelle Gellar, Mako, Kevin Smith, Patrick Stewart și Zhang Ziyi, cu narațiunea de Laurence Fishburne. În acest film, după ce au crescut separat urmând înfrângerii finale a dușmanului lor Shredder, cele patru Țestoase – Leonardo, Raphael, Donatello și Michelangelo (dublați respectiv de James Arnold Taylor, Nolan North, Mitchell Whitfield și Mikey Kelley) – sunt gata să se reunească și să treacă peste greșelile lor ca să salveze lumea de la creaturi străvechi malefice.
Un film de animație pe computer cu Țestoasele Ninja a fost anunțat prima oară în 2000 cu John Woo presupus ca regizor, dar proiectul a căzut în iadul dezvoltării, iar Woo s-a mutat în final la alte proiecte. Alegerea de a face acest film în CGI în loc de live action ca filmele anterioare a fost ca să facă publicul să își suspende mai bine convingerile și ca să salveze bugetul. În timp ce a scris filmul, Munroe a vrut să se depărteze de elementele luminoase ale francizei și să pună mai mult accent pe tonul întunecat al benzilor desenate originale. Animatorii care au lucrat la scenele de luptă s-au inspirat din filmele de acțiune din Hong Kong.
Filmul a fost lansat la cinematografe pe 23 martie 2007 de către Warner Bros. Pictures și în Hong Kong pe 29 martie de Gold Scene. A primit recenzii mixte din partea criticilor care au lăudat performanțele de dublaj, scenele de acțiune și scorul muzical al lui Klaus Badelt, dar au criticat povestirea și acțiunea. A fost un succes comercial, încasând 95,6 milioane de $ mondial împotriva unui buget de 34 de milioane de $. Planuri pentru continuări au fost anulate după plecarea lui Kevin Munroe de la Imagi Animation Studios, cu franciza cumpărată mai târziu de Viacom și seria de filme având un reboot complet în 2014 cu Țestoasele Ninja.